# Локомотив (футбольный клуб, Кошице)
«Локомотив» (словац. FC Lokomotíva Košice) — словацкий футбольный клуб, играющий в городе Кошице. Клуб был основан в 1946 году и на протяжении 29 лет играл в чемпионате Чехословакии.

## История
В сезонах 1951—1952 и 1977—1978 клуб занимал третьи места в чемпионате Чехословакии. В сезонах 1976—1977 и 1978—1979 команда также одержала победу в кубке Чехословакии.
Клуб провел несколько матчей на крупных международных турнирах, в их числе 10 матчей в европейских кубках: в Кубке обладателей кубков УЕФА 1977—1978 и 1979—1980 и в Кубке УЕФА 1978—1979.
Последним крупным успехом клуба до настоящего времени остается победа в кубке Словакии в сезоне 1984—1985. Сезон 1985—1986 стал для клуба последним в чехословацком высшем дивизионе. В том сезоне команда заняла предпоследнее, 15-е место в чемпионате и вылетела во вторую лигу.
После распада ЧССР клуб принял участие в высшем дивизионе чемпионата Словакии. В сезоне 1993—1994 занял 8-е место из 12-ти участников. В сезоне 1997—1998, заняв предпоследнее, 15-е место, опустился во вторую лигу. В сезоне 1999—2000 во втором дивизионе клуб занял 17-е место и вылетел в третий дивизион. В сезоне 2003—2004 опустился в четвертую лигу.
В сезонах с 2006—07 до 2013—14 команда выступала в восточной зоне третьего дивизиона. В настоящее время выступает во второй лиге.

## Достижения
- Обладатель Кубка Чехословакии (2): 1977, 1979
- Финалист Кубка Чехословакии (1): 1985
- Обладатель Кубка Словакии (2): 1977, 1979
- Финалист Кубка Словакии (1): 1992

## Названия клуба
- 1946 ŠK Železničiari Košice
- 1946 ŠK Železničiari Sparta Košice (слияние с клубом ŠK Sparta Košice)
- 1949 ZSJ Dynamo ČSD Košice (слияние с клубом Sokol Jednota Dynamo Košice)
- 1952 TJ Lokomotíva Košice
- 1965 TJ Lokomotíva VSŽ Košice (слияние с клубом TJ VSŽ Košice)
- 1967 TJ Lokomotíva Košice (завершение слияния с клубом TJ VSŽ Košice)
- 1990 FK Lokomotíva Košice (футбольная секция стала независимой)
- 1994 FK Lokomotíva Energogas Košice
- 1999 FK Lokomotíva PČSP Košice
- 2003 FC Lokomotíva Košice

## Известные игроки
Полный список игроков, выступавших за футбольный клуб «Локомитив» (Кошице), о которых есть статьи в Википедии, смотрите здесь.
- Ладислав Йожа[1]
- Ян Козак[1]
- Йозеф Модер[1]
- Станислав Семан[1]
- Душан Уйхей[2]
- Петер Фецко[2]
- Антон Флешар[1]